# Francesc de Paula Maristany i Maristany
Francesc de Paula Maristany i Maristany (Barcelona, 27 de novembre de 1887 - 1942), II comte de Lavern, fou un aristòcrata i polític català, diputat a les Corts Espanyoles durant la restauració borbònica, .
Era fill de Pere Guerau Maristany i Oliver, a qui el 1912 Alfons XIII va fer comte de Lavern. A la mort del seu pare en 1927 va heretar el títol. Ell mateix fou nomenat majordom de setmana per Alfons XII.
En 1919 va substituir en el seu escó Daniel Riu i Periquet, elegit diputat pel districte de Solsona.
Fou elegit diputat a les Corts Espanyoles per Valls en la candidatura de la Lliga Regionalista a les eleccions generals espanyoles de 1920.
L'any 1910 es casà amb Maria Sitjà Quiroga i no tingué fills.